# 宇文測
宇文 測（うぶん そく、489年 - 546年）は、中国の西魏の政治家。字は澄鏡。本貫は代郡武川鎮。宇文泰の族子にあたる。

## 経歴
宇文永の子として生まれた。奉朝請・殿中侍御史を初任とし、司徒右長史・安東将軍を歴任した。東平王元匡の娘の陽平公主を妻とし、駙馬都尉に任ぜられた。孝武帝が高歓に疑心を抱くようになると、帝は宇文測を使者として高歓に備えるよう宇文泰に伝えさせた。宇文測が使者をつとめて帰還すると、広川県伯に封ぜられた。孝武帝が関中に入ると、宇文測はこれに従って、爵位は公に進んだ。
宇文泰が丞相となると、宇文測はその下で右長史となり、国政の事務の多くを委任された。宇文測は宗室の遠近を定めて、属籍に附記した。通直散騎常侍・黄門侍郎に任ぜられた。
538年、侍中・長史に任ぜられた。540年、事件に連座して免職された。まもなく使持節・驃騎大将軍・開府儀同三司・大都督・行汾州事として復活した。宇文測の政治は簡素で温情深く、民心は安定した。汾州の地は東魏と接しており、多くの侵入者が捕らえられたが、宇文測はその縛めを解き、賓館に置いて引見し、客に対する礼をとった。酒宴を設けていたわり、食糧を与えて本国に帰還させたので、東魏の人々は恥じいって侵攻してこなくなった。西魏領の汾州と東魏領の晋州の間で、人々は安定した生業を営めるようになった。国境地帯の人々は、慶弔のたよりを通じ合い、仇敵となることがなかった。時の人は宇文測のことを論じて、羊叔子にたとえた。ある者が宇文測は東魏に通じていると誣告したが、宇文泰は怒ってこの者を斬らせた。
542年、金紫光禄大夫の位を加えられ、行綏州事に転じた。綏州の地は、連年にわたって黄河が凍結した後に突厥の侵攻を受けていた。宇文測が赴任すると、要路の数百カ所に多くの柴を積み、斥候を遠く放って、突厥の動静を探らせた。この年の12月、突厥が綏州に侵入すると、宇文測は積んだ柴に火を放たせた。突厥は大軍が迎撃にきたと勘違いして、恐れて遁走したので、遺棄された家畜や輜重は数えきれないほどであった。宇文測は鹵獲した物資を人々に分配した。544年、長安に入って太子少保となった。546年10月、在任中に死去した。諡を靖といった。
子の宇文該が後を嗣ぎ、上開府儀同三司・臨淄県公に上った。
宇文測の弟の宇文深も名が知られた。

## 伝記資料
- 『周書』巻27 列伝第19
- 『北史』巻57 列伝第45